# 2649 Oongaq
2649 Oongaq eller 1980 WA är en asteroid i huvudbältet som upptäcktes den 29 november 1980 av den amerikanske astronomen Edward L.G. Bowell vid Anderson Mesa Station. Namnet betyder Från där uppe på Hopi.
Asteroiden har en diameter på ungefär 10 kilometer och den tillhör asteroidgruppen Eunomia.